# Droga krajowa 29
Die Droga krajowa 29 (kurz DK29, pol. für ,Nationalstraße 29‘ bzw. ,Landesstraße 29‘) ist eine Landesstraße in Polen. Sie führt vom deutsch-polnischen, innerstädtischen Grenzübergang Słubice – Frankfurt (Oder) in südlicher Richtung über Cybinka bis zum südlich von Krosno Odrzańskie liegenden Ort Połupin. Die Gesamtlänge beträgt 57,7 km.

## Geschichte
Die Straße war bis 1945 ein Teil der deutschen Reichsstraße 5.
Nach der Neuordnung des polnischen Straßennetzes im Jahr 1986 wurde dem heutigen Straßenverlauf die Landesstraße 275 zugeordnet. Mit der Reform der Nummerierung vom 9. Mai 2001 wurde daraus die neue Landesstraße 29.

## Wichtige Ortschaften entlang der Strecke
- Słubice
- Świecko
- Cybinka
- Osiecznica
- Krosno Odrzańskie
- Połupin